# Lhôpital
Lhôpital korábbi község (település) Franciaországban, Ain megyében. 2019. január 1-jén Surjoux községgel egyesült és delegált községként Surjoux-Lhopital új község része lett.
Lakosainak száma 52 fő (2018. január 1.). Lhôpital Chanay, Haut-Valromey, Injoux-Génissiat, Surjoux, Hotonnes és Songieu községekkel határos.

## Népesség
A település népességének változása:
| Lakosok száma | 50   | 47   | 50   | 52   |
|               | 2013 | 2015 | 2017 | 2018 |